# Філ Пфістер
Філ Пфістер (англ. Phil Pfister, нар. 15 травня 1971) — колишній американський стронгмен, переможець змагання Найсильніша Людина Світу 2006. Він став другим американцем, який зміг зробити це після Білла Казмаєра, який виграв турнір у 1982 році.
До 2006 року Філ займав четверте місце у НЛС яке проходило в місті Танжер. Після перемоги в 2006 році він займав четверте місце у 2007 і 2008 роках, і сьоме у 2009 році.
Після того як він посів четверте місце на Вікторія-Філлс, він пообіцяв що поверне титул найсильнішої людини світу в США. Він непогано пройшов ворота Геркулеса, однак не зміг боротися у фіналі проти скандинавських конкурентів:, Магнуса Самуельсона зі Швеції, Янне Віртанена з Фінляндії, і Свенда Карлсена з Норвегії відповідно. Пфістер також змагався у Арнольд Стронґмен Класік, де він зайняв третє місце в 2002 році.
В 2009 році він вирішив припинити виступи.